# صموئيل فيني
صموئيل فيني (بالإنجليزية: Samuel Finney)‏ هو سياسي بريطاني (وحمل سابقاً جنسية المملكة المتحدة لبريطانيا العظمى وأيرلندا)، ولد في 1857، وتوفي في 14 أبريل 1935. حزبياً، نشط في حزب العمال. في الانتخابات الفرعية في مجلس العموم البريطاني ‏، انتخب عضو برلمان المملكة المتحدة الـ30 عن دائرة North West Staffordshire (UK Parliament constituency) ‏ (17 يناير 1916 – 25 نوفمبر 1918) وفي الانتخابات العمومية البريطانية 1918 ‏، انتخب عضو برلمان المملكة المتحدة الـ31 عن دائرة Burslem (UK Parliament constituency) ‏ (14 ديسمبر 1918 – 26 أكتوبر 1922).